# Tour de France 2013 – 4. etap
4. etap kolarskiego wyścigu Tour de France 2013 odbył się 2 lipca. Start i meta etapu miały miejsce w miejscowości Nicea. Etap liczył 25 kilometrów i zorganizowany był w formule drużynowej jazdy na czas.
Zwycięzcą etapu został drużyna Orica GreenEdge. Drugie miejsce zajęła Omega Pharma-Quick Step, a trzecie Sky Procycling.

## Wyniki etapu
| Msc. | Zespół                     | Państwo           | Czas     |
| ---- | -------------------------- | ----------------- | -------- |
| 1.   | Orica GreenEdge            | Australia         | 25' 56"  |
| 2.   | Omega Pharma-Quick Step    | Belgia            | + 1"     |
| 3.   | Sky Procycling             | Wielka Brytania   | + 3"     |
| 4.   | Team Saxo-Tinkoff          | Dania             | + 9"     |
| 5.   | Lotto-Belisol              | Belgia            | + 17"    |
| 6.   | Garmin-Sharp               | Stany Zjednoczone | + 17"    |
| 7.   | Movistar Team              | Hiszpania         | + 20"    |
| 8.   | Lampre-Merida              | Włochy            | + 25"    |
| 9.   | BMC Racing Team            | Stany Zjednoczone | + 26"    |
| 10.  | Katusha Team               | Rosja             | + 28"    |
| 11.  | RadioShack-Leopard         | Luksemburg        | + 29"    |
| 12.  | Vacansoleil-DCM            | Holandia          | + 33"    |
| 13.  | Cannondale                 | Włochy            | + 34"    |
| 14.  | Belkin Pro Cycling         | Holandia          | + 37"    |
| 15.  | FDJ.fr                     | Francja           | + 42"    |
| 16.  | Astana Pro Team            | Kazachstan        | + 56"    |
| 17.  | Ag2r-La Mondiale           | Francja           | + 1' 04" |
| 18.  | Sojasun                    | Francja           | + 1' 10" |
| 19.  | Team Europcar              | Francja           | + 1' 13" |
| 20.  | Cofidis, Solutions Crédits | Francja           | + 1' 20" |
| 21.  | Euskaltel-Euskadi          | Hiszpania         | + 1' 24" |
| 22.  | Team Argos-Shimano         | Holandia          | + 1' 47" |

## Klasyfikacje po etapie

### Klasyfikacja generalna
| Msc. | Zawodnik              | Państwo           | Zespół                  | Czas        |
| ---- | --------------------- | ----------------- | ----------------------- | ----------- |
|      | Simon Gerrans         | Australia         | Orica GreenEdge         | 12h 47' 24" |
| 2.   | Daryl Impey           | Południowa Afryka | Orica GreenEdge         | + 0"        |
| 3.   | Michael Albasini      | Szwajcaria        | Orica GreenEdge         | + 0"        |
| 4.   | Michał Kwiatkowski    | Polska            | Omega Pharma-Quick Step | + 1"        |
| 5.   | Sylvain Chavanel      | Francja           | Omega Pharma-Quick Step | + 1"        |
| 6.   | Edvald Boasson Hagen  | Norwegia          | Sky Procycling          | + 3"        |
| 7.   | Christopher Froome    | Wielka Brytania   | Sky Procycling          | + 3"        |
| 8.   | Richie Porte          | Australia         | Sky Procycling          | + 3"        |
| 9.   | Nicolas Roche         | Irlandia          | Team Saxo-Tinkoff       | + 9"        |
| 10.  | Roman Kreuziger       | Czechy            | Team Saxo-Tinkoff       | + 9"        |
| 11.  | Michael Rogers        | Australia         | Team Saxo-Tinkoff       | + 9"        |
| 12.  | Alberto Contador      | Hiszpania         | Team Saxo-Tinkoff       | + 9"        |
| 13.  | David Millar          | Wielka Brytania   | Garmin-Sharp            | + 17"       |
| 14.  | Jurgen Van den Broeck | Belgia            | Lotto-Belisol           | + 17"       |
| 15.  | Adam Hansen           | Australia         | Lotto-Belisol           | + 17"       |
| 16.  | Ryder Hesjedal        | Kanada            | Garmin-Sharp            | + 17"       |
| 17.  | Christian Vande Velde | Stany Zjednoczone | Garmin-Sharp            | + 17"       |
| 18.  | Andrew Talansky       | Stany Zjednoczone | Garmin-Sharp            | + 17"       |
| 19.  | Daniel Martin         | Irlandia          | Garmin-Sharp            | + 17"       |
| 20.  | Thomas Danielson      | Stany Zjednoczone | Garmin-Sharp            | + 17"       |

### Klasyfikacja punktowa
| Msc. | Zawodnik                     | Państwo         | Zespół                  | Punkty |
| ---- | ---------------------------- | --------------- | ----------------------- | ------ |
|      | Peter Sagan                  | Słowacja        | Cannondale              | 74     |
| 2.   | Marcel Kittel                | Niemcy          | Team Argos-Shimano      | 57     |
| 3.   | Alexander Kristoff           | Norwegia        | Katusha Team            | 48     |
| 4.   | Michał Kwiatkowski           | Polska          | Omega Pharma-Quick Step | 41     |
| 5.   | Lars Boom                    | Holandia        | Belkin Pro Cycling      | 40     |
| 6.   | Danny van Poppel             | Holandia        | Vacansoleil-DCM         | 39     |
| 7.   | José Joaquín Rojas Gil       | Hiszpania       | Movistar Team           | 36     |
| 8.   | Simon Gerrans                | Australia       | Orica GreenEdge         | 32     |
| 9.   | Juan Antonio Flecha Giannoni | Hiszpania       | Vacansoleil-DCM         | 32     |
| 10.  | Jan Bakelants                | Belgia          | RadioShack-Leopard      | 30     |
| 11.  | David Millar                 | Wielka Brytania | Garmin-Sharp            | 30     |
| 12.  | Julien Simon                 | Francja         | Sojasun                 | 30     |
| 13.  | André Greipel                | Niemcy          | Lotto-Belisol           | 30     |
| 14.  | Francesco Gavazzi            | Włochy          | Astana Pro Team         | 26     |
| 15.  | Mark Cavendish               | Wielka Brytania | Omega Pharma-Quick Step | 25     |

### Klasyfikacja górska
| Msc. | Zawodnik              | Państwo         | Zespół             | Punkty |
| ---- | --------------------- | --------------- | ------------------ | ------ |
|      | Pierre Rolland        | Francja         | Team Europcar      | 10     |
| 2.   | Simon Clarke          | Australia       | Orica GreenEdge    | 5      |
| 3.   | Blel Kadri            | Francja         | Ag2r-La Mondiale   | 5      |
| 4.   | Mikel Nieve Iturralde | Hiszpania       | Euskaltel-Euskadi  | 3      |
| 5.   | Cyril Gautier         | Francja         | Team Europcar      | 2      |
| 6.   | Lars Boom             | Holandia        | Belkin Pro Cycling | 2      |
| 7.   | Lars Petter Nordhaug  | Norwegia        | Belkin Pro Cycling | 2      |
| 8.   | Brice Feillu          | Francja         | Sojasun            | 2      |
| 9.   | Alexis Vuillermoz     | Francja         | Sojasun            | 2      |
| 10.  | Juan José Lobato      | Hiszpania       | Euskaltel-Euskadi  | 1      |
| 11.  | Christopher Froome    | Wielka Brytania | Sky Procycling     | 1      |
| 12.  | Jurgen Van den Broeck | Belgia          | Lotto-Belisol      | 1      |
| 13.  | Wasil Kiryjenka       | Białoruś        | Sky Procycling     | 1      |
| 14.  | David Veilleux        | Kanada          | Team Europcar      | 1      |
| 15.  | Rubén Pérez Moreno    | Hiszpania       | Euskaltel-Euskadi  | 1      |

### Klasyfikacja młodzieżowa
| Msc. | Zawodnik               | Państwo           | Zespół                     | Czas        |
| ---- | ---------------------- | ----------------- | -------------------------- | ----------- |
|      | Michał Kwiatkowski     | Polska            | Omega Pharma-Quick Step    | 12h 47' 25" |
| 2.   | Andrew Talansky        | Stany Zjednoczone | Garmin-Sharp               | + 16"       |
| 3.   | Nairo Quintana         | Kolumbia          | Movistar Team              | + 19"       |
| 4.   | Tejay van Garderen     | Stany Zjednoczone | BMC Racing Team            | + 25"       |
| 5.   | Peter Sagan            | Słowacja          | Cannondale                 | + 33"       |
| 6.   | Thibaut Pinot          | Francja           | FDJ.fr                     | + 41"       |
| 7.   | Alexandre Geniez       | Francja           | FDJ.fr                     | + 41"       |
| 8.   | Elia Favilli           | Włochy            | Lampre-Merida              | + 47"       |
| 9.   | Romain Bardet          | Francja           | Ag2r-La Mondiale           | + 1' 03"    |
| 10.  | Alexis Vuillermoz      | Francja           | Sojasun                    | + 3' 38"    |
| 11.  | Rudy Molard            | Francja           | Cofidis, Solutions Crédits | + 4' 59"    |
| 12.  | Jon Izaguirre Insausti | Hiszpania         | Euskaltel-Euskadi          | + 5' 03"    |
| 13.  | Tony Gallopin          | Francja           | RadioShack-Leopard         | + 5' 30"    |
| 14.  | Anthony Delaplace      | Francja           | Sojasun                    | + 6' 00"    |
| 15.  | Peter Kennaugh         | Wielka Brytania   | Sky Procycling             | + 9' 17"    |

### Klasyfikacja drużynowa
| Msc. | Zespół             | Państwo           | Czas        |
| ---- | ------------------ | ----------------- | ----------- |
|      | Orica GreenEdge    | Australia         | 37h 30' 20" |
| 2.   | Sky Procycling     | Wielka Brytania   | + 3"        |
| 3.   | Team Saxo-Tinkoff  | Dania             | + 9"        |
| 4.   | Garmin-Sharp       | Stany Zjednoczone | + 17"       |
| 5.   | Movistar Team      | Hiszpania         | + 20"       |
| 6.   | Lampre-Merida      | Włochy            | + 25"       |
| 7.   | BMC Racing Team    | Stany Zjednoczone | + 26"       |
| 8.   | RadioShack-Leopard | Luksemburg        | + 28"       |
| 9.   | Katusha Team       | Rosja             | + 28"       |
| 10.  | Vacansoleil-DCM    | Holandia          | + 33"       |